# Plonéour-Lanvern

Plonéour-Lanvern este o comună în departamentul Finistère, Franța. În 1 ianuarie 2022 avea o populație de 6.403 de locuitori.